# ジャパンプロレス
ジャパンプロレスは、かつて存在した日本のプロレス団体。

## 歴史

### クーデター事件
1983年、新日本プロレスはアントニオ猪木を筆頭に藤波辰巳、長州力、タイガーマスク（初代）など多くのスター選手を揃えて「新日本ブーム」とも言える好調な観客動員を続けていた。しかしその反面に新日本の経営状況は、猪木が1980年にブラジルで起こしたアントン・ハイセル事業への資金の私的流用などもあり、財政状況は逼迫した状況にあった。新日本の経営体制に不満を持った山本小鉄、藤波、営業部長の大塚直樹らは、放漫経営の元凶となっていた社長の猪木、営業本部長の新間寿らを排除した形での団体を目指してクーデターを画策した。新間と対立していたタイガーの電撃引退発表を契機に、山本らは猪木、坂口征二、新間に対して退陣を要求。この結果、猪木と坂口は辞任（取締役降格）、新間は退社となり経営陣から排除することに成功。代わって山本小鉄とテレビ朝日から出向していた望月和治、大塚博美による3名の代表取締役によるトロイカ体制が成立し、一時的に経営を掌握した。しかし、猪木を擁護するテレビ朝日専務の三浦甲子二や常務の辻井博による介入に加え、それぞれの思惑の違いからクーデターは失敗に終わり、猪木が代表取締役社長、坂口が取締役副社長に復帰（テレビ朝日から出向で代表取締役副社長に岡部政雄、専務取締役に永里高平が着任）。山本と大塚博美は取締役に降格され、望月はテレビ朝日に戻された。

### 新日本プロレス興行の設立
大塚はクーデターに加担したことへの自身の責任もあり、1983年11月20日付で新日本を退社して新たに興行会社を設立することとなった。その際、猪木から名称を譲渡された新日本プロレス興行として法人登記した。大塚のほかに数名の営業部員も追従し、新日本を退社して新日本興行に加わった。新日本興行に対して、新日本は事実上の兄弟会社として、新日本の興行プロモーションを請け負わせる形で、取引契約を交わしていた。契約条件として、1.各シリーズの後楽園ホール大会を1回プロモートする。2.東京の大会場（蔵前国技館、東京体育館、日本武道館、田園コロシアムなど）のチケット500枚以上を引き受ける。3.北海道および四国の興行権を持つ。など、多くの面で新日本興行は厚遇されていた。この事から新日本内部では「あいつらは裏切り者なのに甘い汁を吸っている」といった陰口や批判が生じていたという。加えて京王プラザホテルで行われた新日本興行の設立披露パーティー（1984年1月14日）に猪木が欠席したことや、新日本興行がプロモートを請け負った2月3日の札幌中島スポーツセンターではWWFインターナショナル・ヘビー級王者の藤波、挑戦者の長州によるタイトルマッチの入場時に、藤原喜明が長州を襲撃して無効試合となるハプニングも起き、試合の主催者として不満を生じた観客への収拾対応に追われたことなど、新日本興行の立場としては「新日本による営業妨害」を疑うなど不信感が生まれ、両者間に不協和音がみられるようになっていた。一方、新日本興行は「純粋な興行会社であり、新日本と名称が入っていても、他団体の興行でも請け負う」というスタンスを取っていた。この認識の相違が後に両会社間の軋轢を招く形となった。ただし、同時期に新間寿が立ち上げたUWFによる新日本所属選手の引き抜きが浮上し、UWF旗揚げ戦のポスターに猪木、藤波、長州など新日本所属選手が多く掲載されていた（新間による「私はすでに数十人のレスラーを確保した」というコピーまで刷り込まれた）ことから、当面の防衛策として大塚はプロモーターの立場から新日本に対して、藤波、長州、アニマル浜口、小林邦昭ら主要選手とテレビ朝日が「専属契約」を結ぶことを提言、これが受け入れられて新間（UWF）による引き抜きを防ぐなど両者の協調体制も見られた。

### 全日本プロレスとの業務提携
1984年6月、新日本と新日本興行の不協和音を聞きつけた全日本プロレス会長のジャイアント馬場と社長の松根光雄が大塚に接触し、全日本の興行に関するプロモーション請負を打診した。8月26日に予定されていた全日本の田園コロシアム大会を新日本興行が主催し、全日本と新日本興行の業務提携へと話が発展する形になった。新日本興行が初めてプロモートを手掛ける田園コロシアム大会の目玉として、馬場、梶原一騎、竹内宏介、大塚の四者会談を契機に、メキシコから極秘帰国させたタイガーマスク（2代目）の全日本への登場が決まった。新日本は、兄弟会社と見なしていた新日本興行が、ライバル団体である全日本の興行をプロモートする事態を受けて、坂口ら幹部を派遣して業務提携の阻止を図ったが拒絶されたため、新日本興行との取引契約を解除。

### 新日本プロレス所属選手の引き抜き
田園コロシアム大会を成功させた大塚は新日本に対し契約解除の報復として「新日本との絶縁、契約破棄に伴う約4億円の損害賠償訴訟の提起」と「新日本からの選手の引き抜き」を実行することを宣言し、親交のあった長州が率いる維新軍のほか、藤波やザ・コブラらにも接触を図った。長州、フリーのアニマル浜口から始まった維新軍は、これに共鳴する小林邦昭、キラー・カーン、フリーの寺西勇が加わり、新日本のホープとされていた谷津嘉章も引き入れ、一大勢力となっていた。一方で前述の札幌大会の対藤波戦では藤原による襲撃で試合をぶち壊され、6月14日に蔵前国技館での第2回「IWGPリーグ戦」の決勝戦では、逆に今度は長州が乱入して猪木とハルク・ホーガンにラリアットで無差別攻撃して試合をぶち壊してファン暴動のきっかけを作るなど、維新軍を巡って新日本内の行動や立ち位置に迷走しつつあり、さらにパキスタン遠征では「大統領命令」という名目でライバルである藤波と強制的にタッグを組まされるなど「維新軍」の解散へ向けてのストーリーが作られつつある方向から、長州の会社に対する不満が溜まる一因となっていった。長州、浜口はロサンゼルスを中心に活動していたマサ斎藤を訪ねて相談したところ「好きなようにやればいいよ。骨は俺が拾ってやるからさ」という斎藤の言葉を胸に帰国し、最終的に大塚の誘いに乗る形で維新軍として行動を起こすことになった。9月21日、新日本興行はキャピトル東急ホテルで記者会見を行い、長州、小林、谷津が新日本に退職届を提出し、浜口、寺西も加わる形で新日本興行所属となり、役員として参画することを発表した。9月24日、永源遙、栗栖正伸、保永昇男、仲野信市、新倉史祐が新日本に退職願を提出し、新日本興行所属選手として加わった。さらにキラー・カーンやマサ斎藤、レフェリーのタイガー服部、新人で8月に新日本からデビューしたばかりの笹崎伸司も10月に新日本興行に加わり、選手は14人まで拡大している。

### ジャパンプロレスの設立
10月9日、新日本興行、長州の個人事務所「リキプロダクション」が合併してジャパンプロレスを設立。資本金を5,000万円へ増資。さらにジャパンは全日本と業務提携を結んで、事実上の全日本を主戦場とすることになった。また、馬場と大塚は別チャネルで新日本の外国人選手の引き抜きも画策し、常連参戦選手であったダイナマイト・キッド、デイビーボーイ・スミスの「ブリティッシュ・ブルドッグス」を引き抜いた。二人が活動拠点としていたカルガリーに、WWF（新日本と業務提携を結んでいた）が進出して来たことに不満を持ったうえでの移籍が表向きの理由となっているが、別の要因として、カルガリーに定着して日本マットとのブッキング役となっていたミスター・ヒト（安達勝治）が、これまで海外修行先などで提携してきた新日本に対する待遇への不満から関係が悪化し、ドリー・ファンク・ジュニアを経由して全日本に接近したうえでの移籍であったとされる。これらの引き抜きで馬場・大塚の全日本とジャパン連合軍は新日本に興行面で大きなダメージを与える事となった。ダメージを受けた新日本はUWF、ジャパン勢と大量離脱に見舞われたが、引き抜きのターゲットとされた藤波が新日本に残留した事や、後に『闘魂三銃士』と呼ばれる武藤敬司、橋本真也、蝶野正洋や、ジュニア戦線の山田恵一（後の獣神サンダー・ライガー）ら若手の底上げが加速した事で踏みとどまり、90年代の全盛期に向けての基礎を築く事にもつながった。12月4日、高松市民文化センターでジャパンの実質的な旗揚げ戦「ジャパンプロレスリングチャリティー興行 〜プロローグ〜維新の夜明け」を開催。メインの長州が乱入してきた「怪覆面X」を相手に95秒で勝利しているが、この「怪覆面X」の正体は、馬場が派遣した渕正信であったとされる。その後、長州と谷津の全日本マット参戦は12月12日の横浜文化体育館大会からで、その他のジャパン勢の全日本本格参戦は年明けの後楽園ホール大会からとなった。ただし、まだこの時点ではテレビ朝日との肖像権問題がクリアになっていなかったため、ノーテレビの扱いとなっている。後にジャパンが（竹田勝司会長が捻出した）違約金5,000万円をテレビ朝日に支払う形で問題がクリアされ、1985年4月より日本テレビの中継に出演可能となった。
ジャパン所属選手は、それぞれ個別に全日本と専属選手契約、日本テレビと肖像権に関する契約を締結しており、事実上全日本プロレス所属と言っても過言ではなかった。その一方で、ジャパンプロレス本体とジャパン所属選手との契約書は存在しない、変則的な契約体系であった。大塚は「いくら契約しても辞めたくなれば選手は辞めてしまうから契約しても無意味。私たちは信頼関係、心と心で結ばれているから」との考えだったと言われる。この事が後述の分裂騒動を防ぐことができない一因となってしまった。ジャパンは自主興行のシリーズも行ったが、全日本所属選手とスタッフが全面協力して『全日本プロレス中継』で放送されるなど全日本の通常興行と変わりはなく、当時の全日本は2つのチャネルによる運営だったともいえる。主にジャパンのシリーズは、全日本のシリーズが終了した直後に開幕しており、全日本の興行数はジャパンのシリーズを含めると年間200以上であった。
全日本に参戦した長州らジャパン勢は、旗揚げ以来の「アメリカンプロレス」を踏襲していた全日本のファイトスタイルに大きな影響を与えたともいわれる。どちらかと言うとさっさと蹴散らしてしまう、いわゆる「ハイスパートレスリング」を身につけていた長州らのプロレスは、特に長州と手が合った天龍源一郎ら全日本の主力・中堅選手にもその後のスタイルに影響を与え、長州離脱後の『天龍革命』を経て、後の『四天王プロレス』へ昇華させる起点ともなった。その一方で、ジャパンと全日本のファイトスタイルが噛み合わない選手も多く、イデオロギーの違いが双方の選手の間で軋轢を招いていたことも否めなかった。ファイトスタイルに加えて、練習に対する考え方も顕著に異なり、ジャパン勢は「全日本の選手は練習をロクにしない」と考えていたのに対し、全日本勢は「プロは個人の自覚で自分の練習をするものだ。アマチュアじゃあるまいし、みんなで同じ練習をやってどうするんだ」と、根本から考えが噛み合っていなかったという。馬場はジャパン勢にも分け隔てなくプロレスの基本技を指導したが「体作りはやって来ても、プロレスの基本は本当に教わって来なかったんだな」と自身の著書『王道十六文』で述懐している。また、馬場の指導に対し新人の笹崎伸司が「それは違うと思います」と反論する一面もあったという（この時は流石に長州が頭を下げて事態を収拾している）。また、全日本の外国人参戦選手からの受けもあまりよくなく、特にブルーザー・ブロディは、プロレスラーとしては小柄の長州を全く評価していなかったとされる。ブロディは全日本が長州を重用する事に対する不満を募らせ、対抗団体の新日本の引き抜きに応じる形で1985年3月から転戦している。

### 全日本プロレスから独立への気運
1985年6月に長州が、新設ポストの副会長に就任した大塚の後任としてジャパン社長に就任した。ただし、実態は会長の竹田勝司と副会長の大塚が社の代表権を掌握しており、長州自身に代表権はなく現場監督の立場に近いものであったとされる。またジャパンとしては、総工費2億円余りをかけ池尻に事務所、道場、合宿所を備えた本社ビルを竣工した。並行して訴訟となっていた新日本との関係改善へ動いており、この時までに「新日本はジャパンに対し契約破棄の賠償金を支払う対価として、ジャパンが新日本に長州らの移籍解決金を支払う」、「ジャパンが保有していたアントン・ハイセルの社債、新日本の株式を清算する」などにより和解が成立している。
リング内でも8月5日の大阪城ホール大会（ジャパン自主興行）で、長州と谷津の一騎打ち後に、長州は維新軍の解散とともに「もう馬場、猪木の時代じゃないぞ。鶴田、藤波、天龍…俺たちの時代だ」という宣言と共に、これに呼応する形で、8月1日を最後に新日本を離脱したスーパー・ストロング・マシンがリングに上がり、参戦をアピールした。ジャパンは選手のさらなる獲得を図っており、この時期に新日本を退団したマシン、ヒロ斎藤、高野俊二の3人が結成した「カルガリーハリケーンズ」を事実上のジャパン傘下選手として、全日本に参戦させる動きを見せていた。しかし、この引き抜きは事前に馬場の承認を得たものでなかった。馬場は先日の長州の「俺たちの時代」発言や、ジャパン自主興行に過去に全日本に所属していたタイガー戸口の参戦を画策していた（後述）ことなど、長州やジャパンの独断的な動きに警戒感を感じ始めていた時期でもあり、馬場がちょうどNWA総会出席のため渡米中に、滞在先のロサンゼルスで新日本の副社長であった坂口征二と会談を持ち、その中で大塚によるハリケーンズの引き抜きの情報が坂口から知らされたことで、ハリケーンズ引き抜きにストップをかけさせたが、大塚らは応じず、ハリケーンズのジャパン加入が既成事実となった。また、ジャパンはUWFとの業務提携も水面下で進めており、ジャパン本隊、ハリケーンズに加えてUWFからの選手派遣を軸に、1985年11月12日に両国国技館で『プレ・オールスター戦』を開催する計画を進めていた。
ジャパンはさらに新規選手の開拓として、ロサンゼルスオリンピックレスリンググレコローマン90kg級代表の馳浩を獲得している。新弟子として佐々木健介が入門したのもこの時期に当たる。ジャパンが選手を多数獲得した背景に、全日本との業務提携による展開を行う一方で、プロレス団体として全日本からの独立を画策していたとされる。その一環として、団体運営の面で当時は欠かすことのできなかった「地上波テレビ中継」の獲得へ向けて動きを進めていた。1985年9月、ジャパンはソーマオフィスと、テレビ番組企画制作に関する2年間の同社との契約を締結し、ソーマオフィスもビジネスのための「ワイルドエンタープライズ」なる企画会社を設立している。TBSとのテレビ中継計画も水面下で進めており、レギュラー中継番組企画を計画した。計画内容は、1985年12月15日の19時30分から90分枠で特番を放送し、12月31日に第36回NHK紅白歌合戦の裏番組として特番（後述の長州のトム・マギーとの異種格闘技戦も、当初はこの特番のメインとなる計画であった）をぶつけ、1986年3月に19時30分から90分枠で特番を放送し、4月からレギュラー放送に昇格させるというものであった。TBS社内も放送決定の動きになりつつあったが、過去に国際プロレス中継番組であったTWWAプロレス中継の打ち切りの際にトラブルとなった経緯から、TBSの上層部にプロレスに対する嫌悪感を持った人物がいたこともおり、決定寸前でストップがかかったことで、結局計画は1か月で頓挫した。同時にソーマオフィスとの契約も「TBSとの放映が実現しない場合は効力を失う」ものであったことから、結局打ち切られる形となった。ジャパンのTBSにおける放送は、特番として放映された12月22日の『燃えよ!戦え!長州力』の1回に終わっている。また、UWFとの業務提携も、UWFが経営難から自主興行の活動停止、新日本へ復帰する計画が進行したため、実現しなかった。
ジャパンの独立計画への動きを受けて全日本は関係修復のため、ジャパンに支払う日本テレビからの放映権料をそれまでの10%から15%に引き上げたほか、「都内の大会場での大会開催のうち6回を全日本、ジャパンとの合同主催にする」、「後楽園ホール大会の約半数並びに札幌中島スポーツセンター大会年1回、愛知県体育館大会と大阪城ホール大会年2回を、それぞれジャパン主催にする」、「ジャパンの選手は全日本所属として契約し、全日本はその対価として4,000万円をジャパン側に支払う」などの好条件を提示し、ジャパンとの契約を更新した。この契約によりジャパンは事実上全日本傘下となり、自主興行も行われなくなったため、独立への道は絶たれた。一方で馬場は猪木、坂口と連携し、新日本と選手の引き抜き防止に対する協定を双方の弁護士立ち合いの下に締結、両団体における（外国人選手も含む）選手の所属を明確にしたうえで、両団体間で選手獲得のルールを定めた。カルガリー・ハリケーンズはこの時点でテレビ朝日との肖像権契約がクリアできていなかったうえに、全日本との事実上の選手契約という立場となっていたため、試合に出場することが出来ずに宙に浮く状態となっていたが、1986年3月にジャパンが違約金700万円をテレビ朝日に支払う事で契約問題が解決し、4月から全日本に登場する事が出来た。
こうした団体外の各種の動きはあったものの、長州は全日本では未だにファンから「伝説」と言われるジャンボ鶴田との一騎討ちや、パワーリフティング世界王者だったトム・マギーとの異種格闘技戦など、様々な名勝負や挑戦を繰り広げた。また、事実上の傘下ユニットとも言えるカルガリーハリケーンズにキラー・カーンが結託して長州に造反し、団体内での新たな抗争のシナリオも見せるなど、全日マット内の活性化に少なからず影響を与えている。

### 分裂 - 崩壊
ジャパンの会社組織は運営部、興行部、芸能部、グッズ販売部と分割されていたが、興行部門が赤字続きで、日本テレビからの放映権料などにより補填されている状況だった。また、池尻の本社ビルは自社ビルではなく竹田勝司会長の個人所有物であり、会社から賃料および将来的にビルの取得へ向けてローンが竹田会長側に支払われていた事などに対し、選手側の経営陣に対する不満が噴出し、選手側と経営陣側に亀裂が生じつつあった。また、フロントも竹田、大塚の経営陣サイドと、専務で芸能部を担当していた加藤一良との間で不協和音が噴出し、加藤は長州ら選手サイドに接触するなど、分裂の兆しをみせつつあった。選手数の増加で経費もかさみつつあったことから、馬場と竹田会長との会談も行われ、その席上竹田は「長州、谷津以外はいらない、浜口以下はリストラする」という発言が出たことで、竹田会長に対する選手側の不信感がさらに増幅されることとなった。そのような中で馬場はジャパン内部の混乱を察知した事で、永源遙を通じて長州、谷津との直接契約を打診した事もあったが、ジャパン内部も混乱の元となっていた芸能部などを恵比寿から池尻の本社へ集約することや、長州に代表権を持たせるなどの軌道修正を図った事で、この時点では崩壊を回避する事ができた。
年が明けた1987年になると、新日本が営業の立て直しを図るため、極秘裏にジャパンに接触を図る事態が起きた。新日本はこの時期、前田日明らのUWF勢が「業務提携」という形で参戦していたが、営業面では全日本に水をあけられていたとされる。大塚や長州は新日本のフロントを通じて、猪木や坂口と接触し、その席上で猪木が長州の復帰を懇願する一面もあったという。この事が契機となり、長州は新日本への復帰を模索するようになったとされる。新日本側の狙いはこの時点でジャパンの営業力より、心境が変化しつつあった長州を一本釣りすることにターゲットを変えていたとされ、後年になって長州も、新日本からジャパンよりも高額な報酬（1億円とされる）を提示されたことで新日本復帰を決意したことを、暗に認める発言をしている。
1987年2月20日、長州は「エキサイトシリーズ」開幕戦である後楽園ホール大会を「風邪による発熱と下痢」という理由で欠場した上で、全日本は2月21日開催の沼津大会には長州が出場する事を発表したが、長州は沼津大会にも姿を現さなかった。2月23日に新日本の新シリーズが伊勢崎で開幕したが、長州は新日本の伊勢崎大会にも姿を現さず、伊勢崎市から約30km離れた伊香保温泉に雲隠れしていたことが週刊プロレスなどによりスクープされた。3月23日、長州は記者会見を行い、全日本との契約を解除して独立する方針を表明したが、この会見は契約する全日本、日本テレビの了承を受けていないことはもとより、ジャパン所属選手や社員の総意ではなく、長州の一方的な会見であったため、馬場は激怒した。契約解除に関して、長州は「3月一杯で切れる全日本との契約を更新しなかった」と語ったが、馬場は「まだ契約は残っていた」としていた。ジャパンについては、全日本との契約以外にテレビ中継していた日本テレビとの肖像権など権利問題の契約が残っていた。全日本の大株主であった日本テレビと全日本は一番関係を強固としていた時期であり、全日本の社長に日本テレビの松根光雄が出向で就任していたほか、社員にも日本テレビ出身者が多く在籍していた。裏切りや契約には厳しかったと言われる馬場にしてみれば、日本テレビに大きな迷惑がかかるとして、長州の勝手な行動に対してかなり憤ったとされる。加えて長州はPWFヘビー級王者だったが、手首のガングリオン（詐病説が有力）を理由にシリーズ全戦の欠場を明言しており、この件についてもデビュー以来3,000試合無欠場の記録を持ち、「ポスターに出ている以上は試合に出るのがトップ選手の務め」との信念を持つ馬場からすれば、許し難い行動であった。
ジャパン内部でも竹田会長や谷津、永源らは完全独立に反対の立場であり、一方で大塚社長やフロントの一部は新日本のフロント陣と復帰に向けて接触するなど今後の運営方針を巡って、完全に分裂状態となっていた。この混乱の最中、新日本大阪城ホールの「INOKI闘魂LIVEパート2」（3月26日）で猪木と対戦するマサの代理人として、長州が前日の大阪のホテルで行われた調印式に登場するハプニングが発生した。この動きに対し馬場が長州の行動を「全日本の契約に反する行為」と糾弾。3月27日に馬場がジャパン本社に乗り込んで独立の撤回とマサ斎藤を含むジャパン勢の全日本残留を了承させた。ところが、全日本の後楽園ホール大会が行われる3月28日当日になって、長州、マサ、小林、寺西、保永、ヒロ、笹崎伸司、佐々木健介とレフェリーのタイガー服部が全日本出場を拒否して本社ビルへ籠城する事態が発生し、長州のシリーズ不参加の掲示も試合開始1時間前である17時30分に掲示された。結局、ジャパンからは全日本残留を決めていた谷津、永源、栗栖、仲野のみが後楽園ホールに姿を現し、3月27日からの巡業にも合流。この事態を受け、馬場は開幕戦直後にキャピトル東急ホテルにおいて竹田会長、大塚副会長と収拾のために会談を行い、3月30日に竹田会長、大塚副会長が「長州のジャパンプロレス追放」を発表してジャパンは崩壊。

### 崩壊後
追放された長州は必然的に新日本復帰を選択してマサ、小林、保永、「カルガリー・ハリケーンズ」のマシン、ヒロ斎藤、若手の笹崎、佐々木、レフェリーのタイガー服部が追従。長州らは新日本に参戦した。全日本・日本テレビとの契約問題が解決していない状況の中での復帰のため、テレビ朝日の中継番組「ワールドプロレスリング」に登場したのは、新日本復帰から約4か月経過してからとなった。
その一方で寺西、永源、栗栖、谷津、仲野と「カルガリー・ハリケーンズ」の高野俊二は新たにジャパンを介さずに全日本と専属契約する形で残留した。残留組は当面の間は「ジャパンプロレス」という形で参戦していたが、10月25日の全日本醍醐グランドーム大会を最後にジャパンプロレスの解散を宣言、そのまま全日本に合流した。全日本に残留した谷津は鶴田とタッグチーム「五輪コンビ」を結成し、トップ戦線で活動する。また、永源はタニマチとの顔の広さを馬場から買われ、営業を任される重要なポストに就くことになる。
中立派であった浜口、カーンはいずれにも加わらず、浜口は（一時）引退し、カーンもこの時点でジャパンに籍を残した形でWWFで活動していたが、この騒動を契機に日本のマット界に失望してしまい、WWF首脳陣の慰留を振り切る形で引退を決断した。また、カルガリーへ遠征に出されていた馳浩と新倉史祐のうち、馳については長州から参加要請を受けたことで帰国して新日本に参戦した。残された新倉はフリーとなり、1990年にメガネスーパーが設立したSWSに参戦している。
裏切りで始まり、裏切りで終わったジャパンは、マスコミを中心に非難された。その十数年後、再び長州は新日本を離脱してWJプロレスを設立したものの、ジャパンでの教訓が生かされることはなくすぐさま経営難に陥り、SPWF代表として団体の運営経験がある谷津からは痛烈に批判された上に、師匠格のマサ斎藤や長州の子飼いであった佐々木健介らとの関係が悪化したことで選手達のWJ離脱を招き、短期間で崩壊する結果となった。

## 所属選手
新日本プロレスに参戦
- 長州力
- マサ斎藤
- 小林邦昭
- スーパー・ストロング・マシーン
- ヒロ斎藤
- 保永昇男
- 笹崎伸司
- 馳浩
- 佐々木健介

全日本プロレスに残留
- 寺西勇
- 永源遙
- 栗栖正伸
- 谷津嘉章
- 仲野信市
- 高野俊二

フリーに転向
- 新倉史祐

引退
- アニマル浜口
- キラー・カーン
- 山本英俊

## スタッフ
- タイガー服部（レフェリー）

## 役員
- 竹田勝司（顧問、代表取締役会長）
- 大塚直樹（代表取締役社長、代表取締役副会長）
- 加藤一良（専務取締役）

## その他
- 大塚直樹は新日本からの選手引き抜きの際、藤波辰爾、ザ・コブラ以外に、長年親交のあったタイガー戸口にも接触していた。戸口の参戦（覆面レスラー「ビッグ・ブラック・モンスター」に変身させてのシリーズ参戦も検討されていた）はほぼ内定していたが、戸口が過去に全日本を離脱した経緯もあり、ジャイアント馬場は戸口のジャパンへの参加を一切認めなかった[1]。
- ジャパンの1つの特色として、レスリングのオリンピック代表経験者が多く参戦していた。マサ斎藤（東京オリンピック）、長州力（ミュンヘンオリンピック）、谷津嘉章（モントリオールオリンピック、モスクワオリンピック（日本は参加辞退したため競技に参加できず））が該当する。また、オリンピック代表ではないがレフェリーのタイガー服部も、全日本レスリング選手権大会の優勝経験を持つ。このラインからロサンゼルスオリンピック代表の馳浩の獲得につながったほか、馳と同じロサンゼルスオリンピック代表でフリースタイル100kg超級7位入賞の石森宏一の獲得も目指していたと言われる[35]。主力選手であった谷津はジャパン在籍時の1986年6月、全日本レスリング選手権大会へ参戦してフリースタイル130kg級で優勝を果たしている。
- ジャパンが団体機能を失って以降も興行会社として存続し、全日本との業務提携は形式的に存続していた。1987年8月31日、全日本との興行契約も打ち切られて数回の全日本女子プロレスの興行を手掛けた後に興行活動からも撤退し、大塚と経理担当の弘中勝己のみが残って残務処理を行った後、1991年春に登記抹消されている[36]。
- 田上明のプロフィールでは「1987年8月にジャパンプロレス入団」となっているが、これは当時、田上が大相撲廃業後すぐに全日本に入門したことで（元横綱輪島大士の全日本入門もあり）、馬場が角界の目を気にして取った暫定的な措置である。田上が入門する1987年8月時点では、団体としてのジャパンは既に分裂・崩壊しており、従って田上の籍はジャパンに置いていたが、実質的には全日本所属選手だったということになる。田上は1988年1月、全日本へ正式に移籍してデビューする。

## 関連書籍
- 著：竹内宏介 日本スポーツ出版社『プロレス醜聞100連発!!』1998年6月1日 ISBN 4-930943-10-8
- 小佐野景浩『昭和プロレス維新』日本スポーツ出版社、2000年。ISBN 4-930943-41-8。
- 『週刊プロレスSPECIAL 日本プロレス事件史 Vol.2』ベースボール・マガジン社、2014年。ISBN 9784583621876。
- 大塚直樹『クーデター 80年代新日本プロレス秘史』宝島社、2019年。ISBN 9784800295248。